# La Courneuve - Six Routes (métro de Paris)
La Courneuve - Six Routes est une future station de métro et une station du tramway de la ligne 1 du tramway d'Île-de-France (ligne T1) située sur le territoire de la commune de La Courneuve. Le nom de la station vient du nom du quartier des Six Routes de cette commune.

## Situation

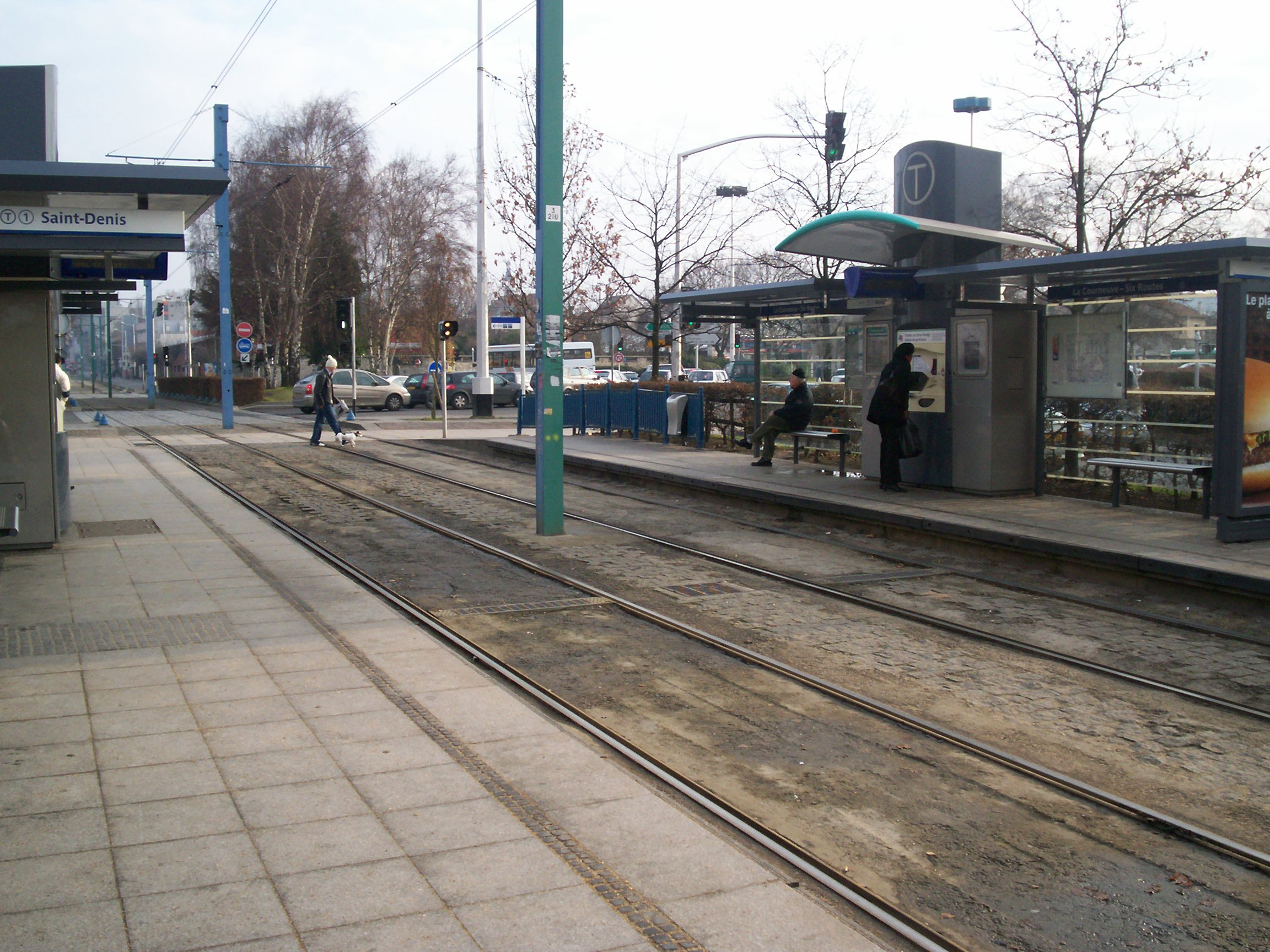
La station du tramway en 2006.

Inaugurée le 21 décembre 1992, la station de tramway se compose de deux quais situés face à face, légèrement à l'ouest du carrefour des Six-Routes. Ce carrefour routier très largement dimensionné, nommé officiellement place de l'Armistice, fait le lien entre le centre-ville et la cité des 4000. Il est à l'intersection de trois axes :
- ex-RN 186 (axe du tramway, rue de la Convention au sud-est, rue de Saint-Denis au nord-ouest) ;
- D 901 (ex-RN301, avenue Roger-Salengro au nord, boulevard Pasteur au sud) ;
- D 30 (avenue Henri-Barbusse au nord-est, avenue du Général-Leclerc au sud-ouest).

## Correspondances
La station de tramway est desservie par les lignes de bus 143, 150, 250 et 302 du réseau de bus RATP et, la nuit, par la ligne N43 du réseau de bus Noctilien.
Le carrefour est le terminus de la ligne 302 « Gare du Nord ↔ La Courneuve - Six Routes.

## À proximité

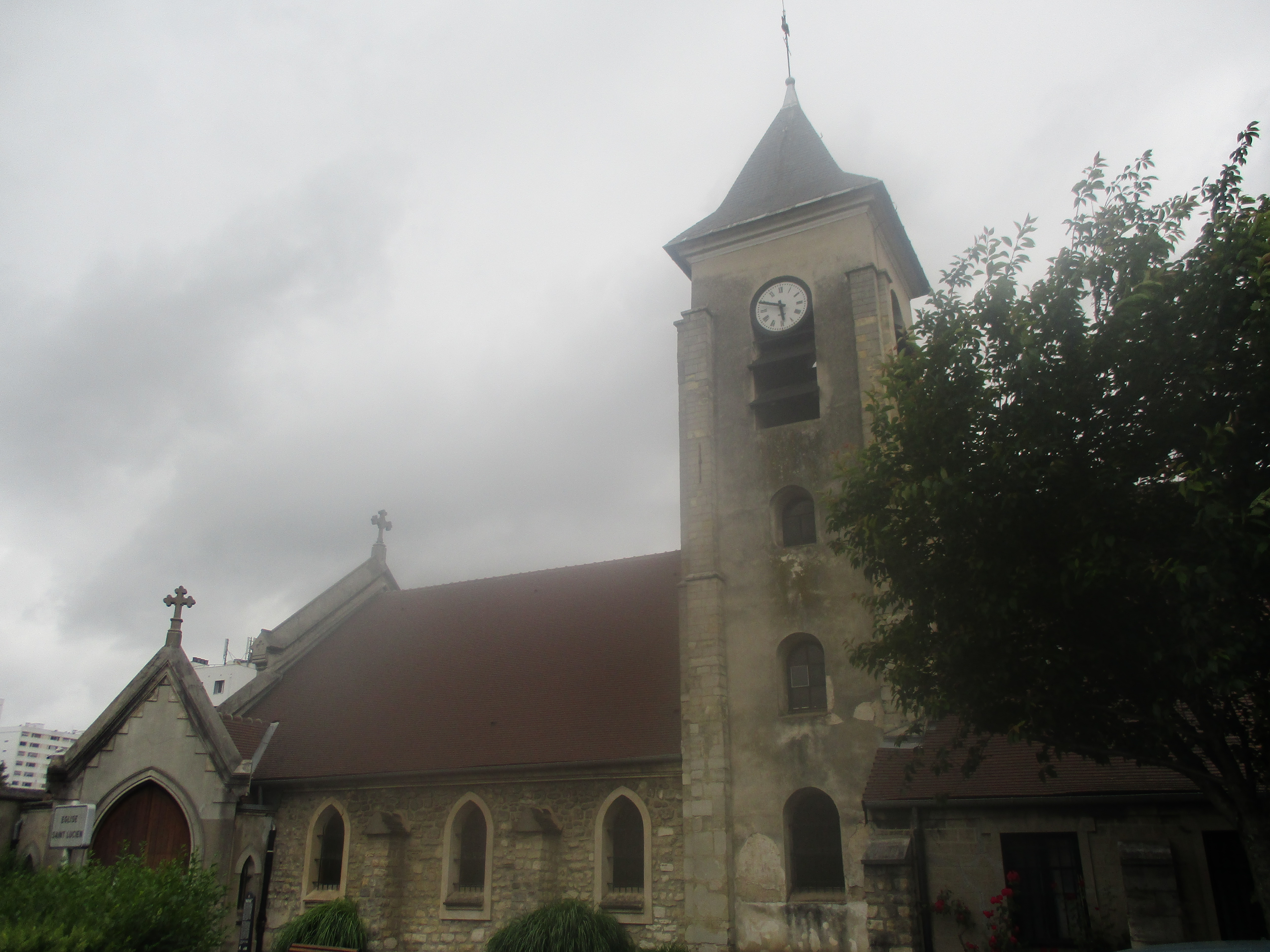
L’église Saint-Lucien,
en juin 2016.

La station se trouve à proximité du quartier dit « Cité des 4000 », entre les « 4000 nord » et les « 4000 sud », mais aussi de l'église Saint-Lucien, un des plus anciens monuments de la ville, et le cimetière attenant. L’église Saint-Lucien du XIIe siècle ayant été détruite par les huguenots, elle a été reconstruite en 1580 et se constitue d’un édifice à trois nefs ; une crypte conserve des sarcophages mérovingiens. Le cimetière abrite le Monument aux morts et la tombe de quelques anciennes personnalités de la ville comme le général Schramm.
À proximité se trouvent la Tour Entrepose, un supermarché, le lycée Denis-Papin et quelques commerces.
Le parcours nord des lignes de bus 150 et 250 dessert le centre équestre UCPA du Parc de La Courneuve. À deux stations au sud se trouve la gare de La Courneuve-Aubervilliers desservi par le RER B.
Au sud-est, à la station du tramway de la ligne T1 Hôtel de Ville de La Courneuve, passe la ligne 249 (Porte des Lilas ↔ Dugny Place Valérie André) du réseau de bus RATP.

## Station de métro en construction

### Caractéristiques
Une station du tronc commun des lignes 16 et 17 du Grand Paris Express est prévue dans le cadre de ce projet. Elle sera implantée à l’emplacement de l’ancien restaurant Quick, à l’angle de la rue de Saint-Denis et de l’avenue du Général-Leclerc. Les quais seront à une profondeur de 20 mètres,. Sa conception est confiée à l'agence d'architecture Chartier Dalix,. La station sera un espace traversant, conçue comme une halle ou un marché fait de briques et de verre. Cet espace public aura une voûte ample de six mètres de hauteur et comportera des commerces et des services. Sa toiture sera végétalisée avec un écosystème complet constitué d'arbres de haute tige.
Le plasticien végétal Duy Anh Nhan Duc créera dans la station une installation artistique appelée « Empreinte », en coordination avec Pascale Dalix et Frédéric Chartier. Il s'agira de racines dorées reprenant les motifs des lignes de la main d’habitants de la Courneuve, en fresque sur le plafond de la station, et de murs de verre au niveau de la mezzanine basse, incrustés de graines et feuilles collectées dans le parc Georges-Valbon. Le plafond aura une surface d’environ 450 m2 et les parois vitrées de 4,5 m de hauteur se développeront sur 26 m de linéaire au total,.
La station comportera également sur ses quais une fresque de Alice Saey.
La construction de ce tronçon des lignes 16 et 17 a été déclarée d'utilité publique le 28 décembre 2015. La station est dessinée par les architectes Frédéric Chartier et Pascale Dalix (également lauréats du concours Réinventer Paris, sur le site Ternes Villiers). Le site courneuvien abrite 28 000 habitants et 6 000 emplois dans un rayon de 1 000 mètres.
Un bâtiment signal atteignant 55 mètres de hauteur avec 125 logements et des locaux (consigne vélo et espace commercial) doit être construit en partie en surplomb du bâtiment voyageurs de la station. Il sera réalisé par un groupement piloté par le Groupe Pichet. L'ensemble est situé au cœur du périmètre d’un projet urbain d’envergure porté par Plaine Commune et réalisé par l’agence TVK.

### Construction

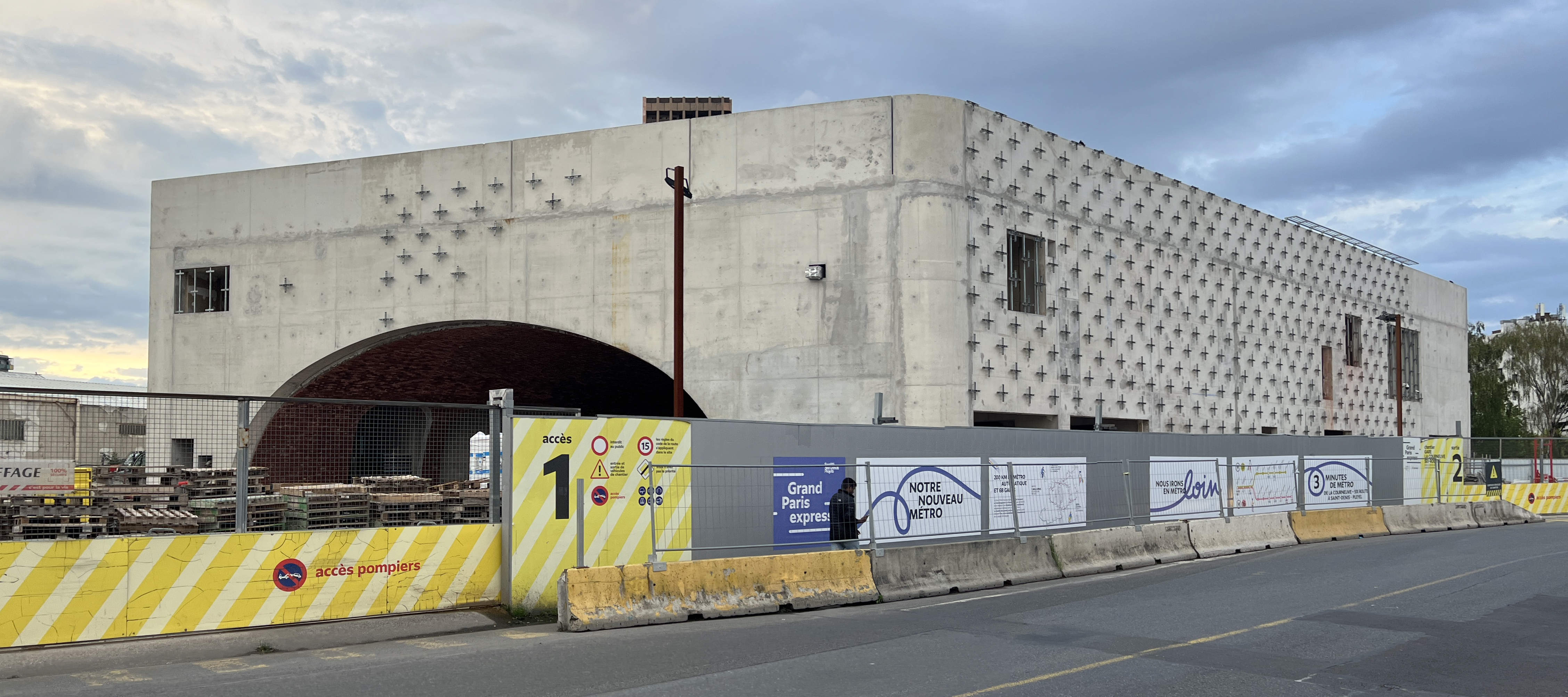
Bâtiment de la station en construction en juin 2024.

Les travaux préparatoires (déviation des réseaux) ont débuté en septembre 2016 et se sont achevés en juin 2018. 
Les travaux de génie civil de la station sont officiellement lancés les 6 et 7 octobre 2018 lors d'une fête appelée KM4.
La réalisation de la station de métro est pilotée par le groupement Egis Rail / Tractebel. Les travaux de génie civil sont attribués à un groupement constitué d’Eiffage Génie Civil, en qualité de mandataire et de Razel Bec, Eiffage Rail, TSO et TSO Caténaires en tant que cotraitants. Le démarrage de la construction de la station a lieu en août 2018 pour une livraison en 2026, et la construction des parois moulées commence au premier semestre 2019.
Débutés en avril 2018, les travaux de génie civil de la station se poursuivent après une période préparatoire du chantier (travaux de dépollution et de comblement du sous-sol). Dès le début d’année 2019, la réalisation des parois moulées débute pour une durée de 5 à 6 mois avant le démarrage des travaux de creusement. 
En février 2021, Eiffage, à travers ses filiales Eiffage Construction et Eiffage Énergie Systèmes, est désigné lauréat par la SGP des contrats pour la réalisation des travaux d'aménagement tous corps d'état de la station de métro qui se distinguera par la place donnée à sa façade et à sa toiture végétalisées qui feront écho au parc Georges-Valbon.
À l’été 2021, le tunnelier Bantan, parti du Bourget, a traversé la gare à près de 30 mètres de profondeur. Après plusieurs années de travaux en souterrain pour construire les 3 niveaux inférieurs, l’activité s'est également poursuivie en surface.
L’émergence de la gare fait désormais partie du paysage courneuvien. Le bâtiment de 12 mètres de haut, reconnaissable à ses grandes arches, est peu à peu recouvert d’une résille métallique qui accueillera des plantes grimpantes. Dans le futur hall, la construction de l’immense voûte de briques rouges, élément architectural hors normes et emblématique de la gare, est terminée. À tous les niveaux, les équipes poursuivent l’aménagement des différents espaces et installent les équipements nécessaires au fonctionnement du nouveau métro.

### Autre projet: éventuelle correspondance avec la ligne 12 du métro
Le schéma directeur de la région Île-de-France (SDRIF) dans sa version de 2008 évoquait également un ultime terminus de la ligne 12 du métro de Paris à la station du tramway T1 La Courneuve - Six Routes, qui aurait permis également une correspondance entre la ligne 12 et la ligne B du RER à la gare de La Courneuve - Aubervilliers, mais ce projet ne figure plus dans la version de 2013 de ce schéma directeur.